# Marcel·lí Corchs i Cutura
Marcel·lí Corchs i Cutura   (Mollet del Vallès, c. 1965 - Montblanc, 17 de juliol de 1984) fou un pilot de trial català que destacà en competicions estatals durant la dècada de 1980, havent estat considerat com una ferma promesa internacional d'aquest esport. No va poder, però, arribar-hi a triomfar com es preveia, ja que es va morir quan tenia amb prou feines divuit anys, en un accident d'automòbil a l'Autopista Barcelona-Lleida quan anava cap a Santander (Espanya) a participar en una prova del campionat estatal.

## Trajectòria esportiva

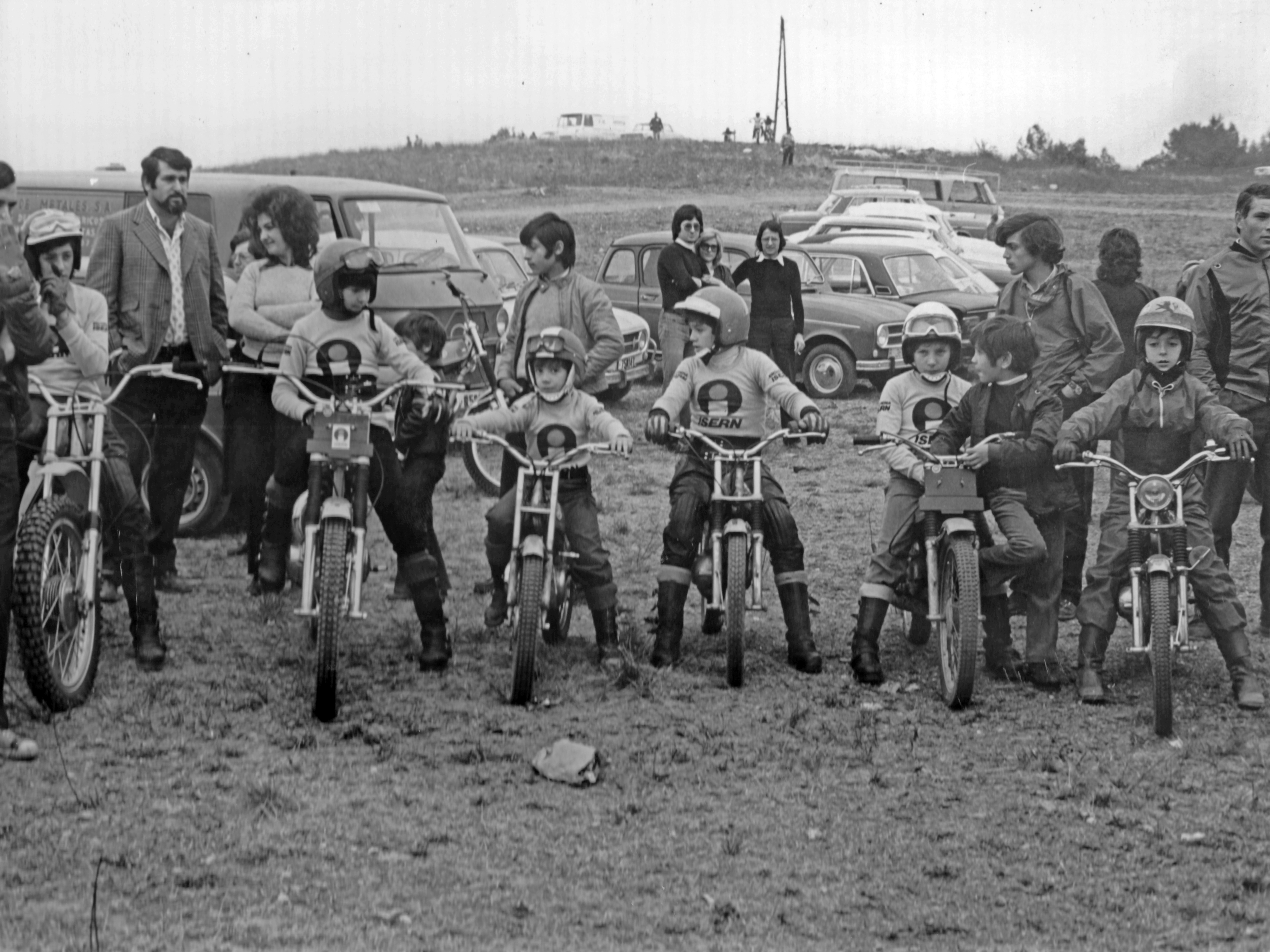
Corchs (tercer per l'esquerra) en un curset infantil a començaments dels 70

Fill de Gabriel Corchs i Pilar Cutura, firaires de Granollers, Marcel·lí Corchs començà a practicar el trial de ben petit, amb una Montesa Cota 25 en trials infantils, com ara els que organitzava pels voltants del circuit de Gallecs Josep Isern. A finals de 1980, a només 14 anys, començà a destacar en competicions de trial en categoria júnior juntament amb altres dos prometedors pilots: Lluís Gallach i Gabino Renales. Corchs hi corria amb una SWM, amb la qual va guanyar diverses proves i quedà tercer al campionat estatal de la seva categoria. Poc després, mentre s'entrenava a Martorelles fou descobert per Jordi Rabasa, cosí d'Andreu Rabasa i co-propietari de Mecatecno, qui el fitxà per a pilotar la seva moto al campionat estatal de 1981 en categoria sènior.
Aquell any, amb la Mecatecno, Corchs realitzà una excel·lent temporada tot alternant victòries amb podis a gairebé tots els trials en què participà, fins i tot guanyant a bona part dels pilots de la categoria màxima (súper) en la classificació general d'algunes curses importants. Finalment, al campionat estatal, decidit a prova única, Gallach s'endugué el triomf amb la seva Montesa amb un sol punt d'avantatge sobre Corchs.
El 1982 continuà a Mecatecno, ara ja en la categoria súper, lluitant per la victòria en diverses proves i sorprenent tothom per les seves classificacions, cada vegada més reeixides. També començà a participar en proves del Campionat del món, aconseguint resultats prometedors als trials de França i Itàlia. A final de temporada, veient que la Mecatecno no acabava d'estar al màxim nivell, Jordi Rabasa li oferí la possibilitat de cercar alguna altra marca.
Essent com era un pilot molt cobejat pels equips oficials, Montesa li oferí un contracte, i al mateix temps Derbi un altre. Aquest darrer fabricant estava decidit a implicar-se seriosament en el trial amb una moto de fabricació pròpia, amb tota la tecnologia de la marca diverses vegades campiona mundial de velocitat. Corchs dubtà, però l'interès del seu patrocinador KM2 per Derbi el feu decidir-se per aquesta de cara a 1983. El projecte semblava interessant, però la manca d'experiència de la marca vallesana en trial el feren perdre una mica el ritme, sense obtenir gaire bons resultats. Malgrat tot, la seva gran classe feu que, a final de temporada, el patró de Fantic li oferís un contracte com a segon pilot al mundial -després de Thierry Michaud-, i com a primer pilot al campionat estatal.
El 1984, amb la Fantic 300, Corchs començà a aconseguir resultats molt bons, alhora que el seu pilotatge es consolidava. Molts experts el veien com un dels joves pilots amb més projecció de futur, amb un estil molt depurat i decidit, i li auguraven una carrera espectacular. Tot aquest brillant futur es veié dramàticament truncat en un accident de carretera, el juliol d'aquell any.